# Victor Buono
Victor Buono, all'anagrafe Victor Charles Buono (San Diego, 3 febbraio 1938 – Apple Valley, 1º gennaio 1982), è stato un attore e comico statunitense.
Divenne noto in particolare per la sua interpretazione del criminale Re Tut nella serie televisiva Batman (1966-1968) e per quella del musicista Edwin Flagg in Che fine ha fatto Baby Jane? (1962), film che gli valse la candidatura al premio Oscar e al Golden Globe. 

## Biografia
Figlio di Victor Francis Buono, poliziotto, e di sua moglie Myrtle Belle, imparò a cantare e recitare grazie agli insegnamenti della nonna materna Myrtle Glied, a suo tempo attrice di vaudeville dell'Orpheum Circuit. Dopo aver partecipato a diversi programmi radiofonici e televisivi locali, alla metà degli anni cinquanta iniziò a lavorare come attore di teatro. Raggiunse il successo cinematografico grazie al regista Robert Aldrich che nel 1962 lo scelse per interpretare la parte del pianista Edwin Flagg in Che fine ha fatto Baby Jane?, dopo che il ruolo era stato lasciato da Peter Lawford.
Uno dei ruoli che maggiormente lo fece conoscere al grande pubblico fu però quello del criminale faraone Re Tut nella serie televisiva Batman (1966-1968). Nel 1969 recitò in Italia diretto da Giuseppe Colizzi nel film western La collina degli stivali a fianco di Bud Spencer e Terence Hill. Durante la sua carriera, dalla prima giovinezza sino alla morte, avvenuta prematuramente a 43 anni di età, si distinse per l'imponente presenza fisica e la voce sonora, caratteristiche che lo portarono spesso a interpretare ruoli di uomini più anziani di quanto egli fosse in realtà. Morì per un attacco cardiaco nella sua casa di Apple Valley, in California, il giorno di capodanno dell'anno 1982. Le sue spoglie riposano accanto a quelle della nonna Myrtle al Greenwood Memorial Park di San Diego, ma il suo nome non è indicato nella cripta.

### Vita privata
Buono era un ottimo lettore e scrittore, con un notevole riguardo a Shakespeare. "Più lo studi" ebbe modo di dire "più lui cresce". Era anche un noto gourmet. Malgrado la sua mole, Victor Buono era un noto playboy secondo il commento all'edizione DVD di Piano... piano, dolce Carlotta. Per quanto riguarda la sua omosessualità, Buono dichiarò: "Ho sentito o letto di diversi attori a cui è stata fatta questa domanda immortale: 'Perché non ti sei mai sposato?' La risposta immortale è sempre: 'Non ho mai trovato la ragazza giusta'. Siccome sono grasso, nessuno me lo ha mai chiesto. Se mi facessero questa domanda, questa è la risposta che darei. Dopotutto è andata bene per Monty Clift o Sal Mineo".

## Filmografia parziale

### Cinema
- La storia di Ruth (The Story of Ruth), regia di Henry Koster (1960) (non accreditato)
- I cannoni di Navarone (The Guns of Navarone), regia di J. Lee Thompson (1961) (non accreditato)
- Che fine ha fatto Baby Jane? (What Ever Happened to Baby Jane?), regia di Robert Aldrich (1962)
- I 4 del Texas (4 for Texas), regia di Robert Aldrich (1963)
- I miei sei amori (My Six Loves), regia di Gower Champion (1963) (non accreditato)
- I 4 di Chicago (Robin and the 7 Hoods), regia di Gordon Douglas (1964)
- Le bambole del desiderio (The Strangler), regia di Burt Topper (1964)
- Piano... piano, dolce Carlotta (Hush...Hush, Sweet Charlotte), regia di Robert Aldrich (1965)
- La più grande storia mai raccontata (The Greatest Story Ever Told), regia di George Stevens (1965)
- Io sono Dillinger (Young Dillinger), regia di Terry O. Morse (1965)
- Matt Helm il silenziatore (The Silencers), regia di Phil Karlson (1966)
- 8 falsari, una ragazza e... un cane onesto (Who's Minding the Mint?) regia di Howard Morris (1968)
- Bersaglio umano (Target: Harry), regia di Henry Neill (pseudonimo di Roger Corman) (1969)
- La collina degli stivali, regia di Giuseppe Colizzi (1969)
- L'altra faccia del pianeta delle scimmie (Beneath the Planet of the Apes), regia di Ted Post (1970)
- L'uomo dagli occhi di ghiaccio, regia di Alberto De Martino (1971)
- Lo strangolatore di Vienna, regia di Guido Zurli (1971)
- La collera di Dio (The Wrath of God), regia di Ralph Nelson (1972)
- Le radici della paura (The Evil), regia di Gus Trikonis (1978)
- Il detective con la faccia di Bogart (The Man with Bogart's Face), regia di Robert Day (1980)

### Televisione
- Bourbon Street Beat – serie TV, episodio 1x29 (1960)
- Surfside 6 – serie TV, episodio 1x07 (1960)
- Scacco matto (Checkmate) – serie TV, episodio 1x10 (1960)
- Thriller – serie TV, episodi 1x09-2x05 (1960-1961)
- Indirizzo permanente (77 Sunset Strip) – serie TV, 6 episodi (1960-1963)
- Corruptors (Target: The Corruptors) – serie TV, episodio 1x02 (1961)
- Michael Shayne – serie TV episodio 1x29 (1961)
- Hawaiian Eye – serie TV, episodi 2x30-3x08 (1961)
- Everglades – serie TV, episodio 1x02 (1961)
- I detectives (The Detectives) – serie TV, episodio 3x06 (1961)
- The New Breed – serie TV, episodio 1x15 (1962)
- G.E. True – serie TV, episodio 1x17 (1963)
- Selvaggio west (The Wild Wild West) – serie TV, episodi 1x01-2x01-2x17 (1965-1967)
- Le spie (I Spy) – serie TV, episodio 1x19 (1966)
- Batman – serie TV, 10 episodi (1966-1968)
- Agenzia U.N.C.L.E. (The Girl from U.N.C.L.E.) – serie TV, episodio 1x25 (1967)
- The Danny Thomas Hour – serie TV, episodio 1x03 (1967)
- Club del crimine (Crime Club), regia di David Lowell Rich – film TV (1973)
- La maschera del sole (High Risk), regia di Sam O'Steen – film TV (1976)
- Ellery Queen – serie TV, episodio 1x18 (1976)
- L'uomo di Atlantide (Man from Atlantis) – serie TV, 9 episodi (1977-1978)
- Vega$ – serie TV, 4 episodi (1980-1981)

## Riconoscimenti
Candidatura al premio Oscar 1963 come migliore attore non protagonista per Che fine ha fatto Baby Jane? (What Ever Happened to Baby Jane?) di Robert Aldrich.

## Doppiatori italiani
- Sergio Tedesco in Che fine ha fatto Baby Jane?, I 4 del Texas, I 4 di Chicago
- Carlo Romano in Matt Helm il silenziatore, La collina degli stivali
- Renato Turi in Piano... piano, dolce Carlotta
- Gianni Bonagura in La più grande storia mai raccontata
- Antonio Guidi in L'uomo dagli occhi di ghiaccio
- Roberto Bertea in Lo strangolatore di Vienna
- Sandro Tuminelli in La collera di Dio
- Silvano Tranquilli in Batman